# Jean-François Bayard
Pour les articles homonymes, voir Bayard.
Ne doit pas être confondu avec Jean-François Bayart.
Jean-François Bayard, né le 17 mars 1796 à Charolles et mort le 20 février 1853 dans l'ancien 2e arrondissement de Paris, est un dramaturge français.

## Biographie
Étudiant en droit et clerc d’avoué, Bayard écrivit avec passion pour le théâtre et, après plusieurs tentatives, obtint un vif succès au Gymnase, avec la Reine de seize ans (1828, in-8°). L’un des plus féconds et des plus habiles vaudevillistes de l’époque, il vécut dans une étroite intimité avec Eugène Scribe, son camarade dont il fut souvent le collaborateur et dont il épousa la nièce.
De l’école de Dancourt et de Picard, il composa avec une extrême facilité, donnant aux divers théâtres, soit seul, soit en collaboration, plus de deux cents pièces dont beaucoup se sont fait remarquer par une gaieté spirituelle, n’excluant pas la sensibilité et la plupart eurent la vogue au XIXe siècle. C’étaient le plus souvent des vaudevilles ; cependant, il aborda aussi avec succès le drame et même la haute comédie.
Malgré ses nombreux travaux, Bayard consacra une grande partie de son temps à la société des auteurs dramatiques dont, pendant plusieurs années, il fut un des commissaires les plus actifs, et en cette qualité il concourut à presque tous les traités passés avec les directeurs des théâtres de Paris.
En 1837, frappé par un grand malheur de famille, Bayard accepta, comme une distraction forcée, la direction du théâtre des Variétés qui lui était offerte. « Bien qu’il n’ait conservé cette place que pendant un court espace de temps, le nouveau directeur, dit Huart, n’en signala pas moins son passage par les plus heureux résultats. » Après avoir commencé à réhabiliter dans l’opinion publique ce théâtre, qui était tombé au dernier rang des théâtres des boulevards, lorsqu’il sentit l’impossibilité de concilier ses travaux et ses goûts d auteur avec les devoirs si assujettissants d’une direction, son dernier acte administratif fut encore heureux pour le théâtre des Variétés, car il fit admettre comme son successeur un de ses plus spirituels collaborateurs, son ami Dumanoir, qui compléta ce qu’avait si bien rempli son prédécesseur, permettant au théâtre des Variétés de reprendre une splendeur dont il avait même perdu le souvenir.
Bayard a aussi publié des articles littéraires dans plusieurs journaux, et des pièces de vers dans plusieurs recueils. Louis Hachette ont publié son Théâtre choisi, en 12 volumes, in-12, 1855-1858.
Il avait acquis, en 1839, le célèbre désert de Retz et aimait y séjourner à l’écart de l’agitation parisienne. Sa veuve le revendit en 1856 à Frédéric Passy.
Jean-François Bayard est inhumé au cimetière du Père-Lachaise. Il était chevalier de la Légion d'honneur par ordonnance royale du 9 août 1837.

## Œuvre
- La Belle-mère.

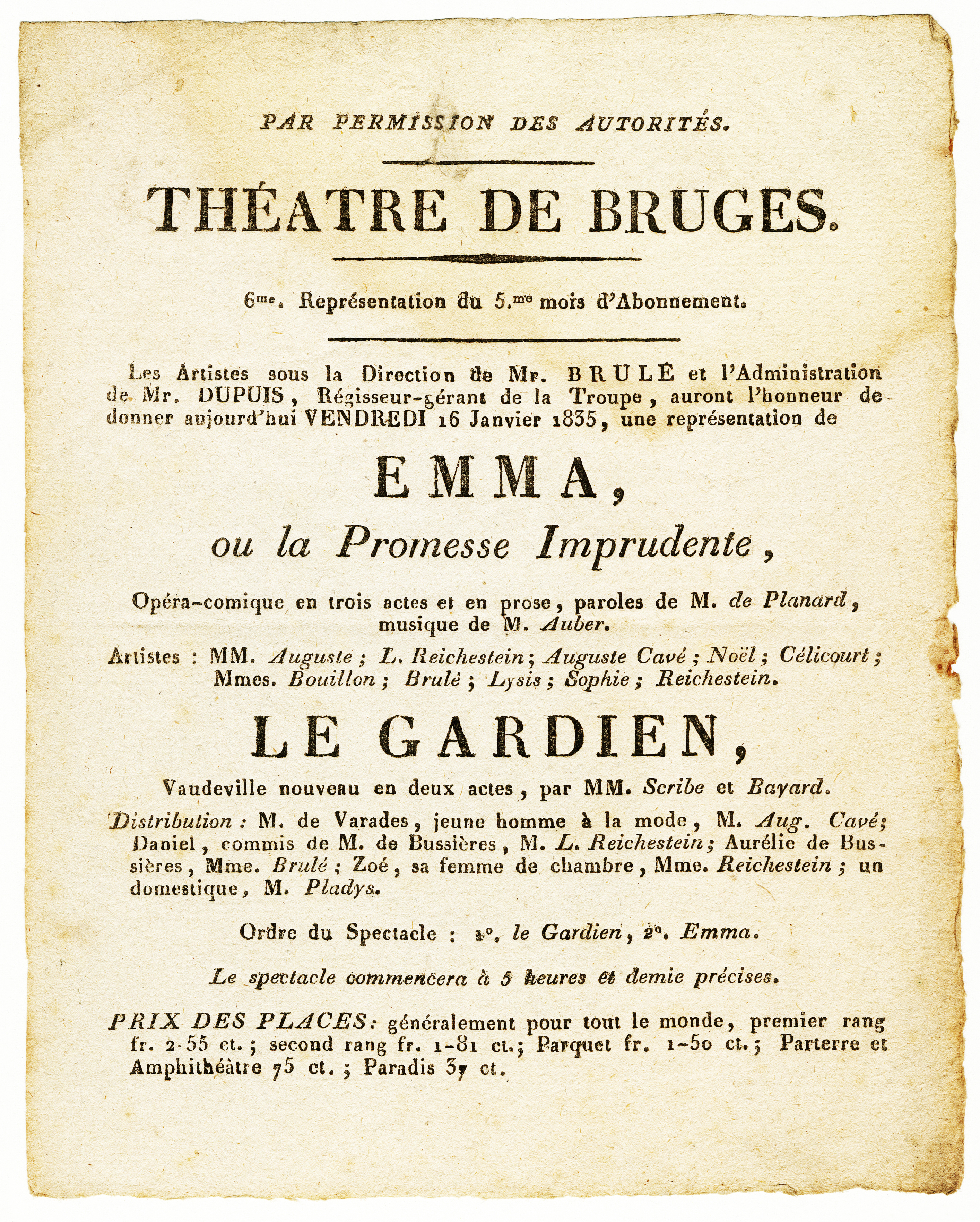
Tract pour la représentation de l'opéra Emma de Daniel-François-Esprit Auber et du vaudeville Le Gardien d'Eugène Scribe et Jean-François-Alfred Bayard au, le vendredi 16 janvier 1835.

- Christine ou la Reine de seize ans.
- Les Fées de Paris.
- Marie Mignot.
- Les Enfants de troupe.
- La Manie des places.
- La Fille de l’avare.
- Mathilde ou la jalousie.
- Roman à vendre.
- Les Trois Bals.
- Un ménage parisien.
- Un château de cartes, comédies en vers.
- Le Mari à la campagne, son chef-d’œuvre.
- 1829 : L'Incendie de Jean-François Alfred Bayard et Frédéric Hubert Paulin, Comédie-Vaudeville en trois actes
- 1834 : Les Charmettes de Jean-François Bayard, Philippe-Auguste Pittaud de Forges et Louis-Émile Vanderburch, Théâtre du Palais-Royal.
- 1834 : Frétillon ou La Bonne Fille de Jean-François Bayard et Alexis Decomberousse, Théâtre du Palais-Royal.
- 1835 : Les Gants jaunes, vaudeville en un acte créé par Arnal[7].
- 1836 : La Marquise de Prétintaille de Jean-François Bayard et Dumanoir, Théâtre du Palais-Royal.
- 1836 : L'Oiseau bleu de Jean-François Bayard et Antoine-François Varner, Théâtre du Palais-Royal.
- 1836 : Le Gamin de Paris, comédie-vaudeville en deux actes de Jean-François Bayard et de Louis-Émile Vanderburch avec Hugues Bouffé, représenté pour la première fois à Paris au théâtre du Gymnase Dramatique, le 30 janvier 1836[8].
- 1838 : Madame et Monsieur Pinchon de Jean-François Bayard, Adolphe d'Ennery et Dumanoir, Théâtre des Variétés  .
- 1839 : Les Premières Armes de Richelieu de Jean-François Bayard et Dumanoir, Théâtre du Palais-Royal.
- 1840 : Indiana et Charlemagne de Jean-François Bayard et Dumanoir, Théâtre du Palais-Royal.
- 1840 : livret de La Fille du régiment de Donizetti, en collaboration avec Jules-Henri Vernoy de Saint-Georges, Opéra-Comique .
- 1841 : Mademoiselle Sallé de Jean-François Bayard, Dumanoir et Saintine, Théâtre du Palais-Royal.
- 1841 : Le Vicomte de Létorières de Jean-François Bayard et Dumanoir, Théâtre du Palais-Royal.
- 1842 : Le Capitaine Charlotte de Jean-François Bayard et Dumanoir, Théâtre du Palais-Royal.
- 1845 : Le Lansquenet et les chemins de fer: comédie de Jean-François Bayard et Dumanoir, théâtre du Gymnase dramatique
- 1847 : L'Enfant de l'amour ou Les Deux Marquis de Saint-Jacques, ou Saint-Jacques de Jean-François Bayard et Eugène Guinot, Théâtre des Variétés.
- 1849 : La Niaise de Saint-Flour de Jean-François Bayard et Gustave Lemoine, Théâtre du gymnase dramatique.

## Sources
- Gustave Vapereau, Dictionnaire universel des littératures, Paris, Hachette, 1876, p. 687.